# وزغ عربي قصير الأصابع
وزغ عربي قصير الأصابع أو وزغ الرمل العربي (الاسم العلمي: Stenodactylus arabicus)، نوع من الوزغات المنتمية إلى جنس مثلث الأصابع.

## النطاق الجغرافي
يوجد الوزغ العربي قصير الأصابع في السعودية، قطر، الإمارات العربية المتحدة، جنوب عُمان، البحرين، الكويت، إيران، الأردن.